# Felipe Caicedo
Felipe Salvador Caicedo Corozo (Guayaquil, 5 de setembro de 1988), mais conhecido apenas como Caicedo, é um futebolista equatoriano que atua como atacante. Atualmente joga no Barcelona de Guayaquil.

## Carreira

### Basel
Caicedo foi contratado pelo FC Basel durante a temporada 2005-06 por uma quantia não revelada, quando ele tinha apenas 17 anos. Devido à sua juventude, ele foi treinado nas divisões menores até fazer sua estreia no time principal em 10 de setembro de 2006, entrando aos 80 minutos de uma vitória por 2 a 1 contra o Zürich.

### Manchester City
Em janeiro de 2008, foi contratado pelo Manchester City, da Inglaterra.

#### Sporting
Um ano e meio depois foi acertado o seu empréstimo ao Sporting, tendo sido apresentado no dia 27 de julho de 2009.

#### Málaga
Na abertura do mercado de inverno e com a chegada de um novo treinador no clube, Carlos Carvalhal, foi dispensado e emprestado ao Málaga até o final da temporada 2009–10.

#### Levante
Em agosto de 2010, foi novamente emprestado, desta vez ao Levante. Em maio de 2011, o Levante exerceu a opção de compra pelos direitos do jogador.

### Lokomotiv Moscou
No dia 22 de julho de 2011, foi contratado pelo Lokomotiv Moscou, da Rússia.

### Al-Jazira
Em janeiro de 2014 passou a defender o Al-Jazira, dos Emirados Árabes. Porém, em julho do mesmo ano, firmou por duas temporadas com o Espanyol.

### Espanyol
Em 15 de julho de 2014, assinou com o Espanyol,  depois de deixar o Al-Jazira.

### Lazio
Foi anunciado como novo reforço da Lazio no dia 2 de agosto de 2017, pelo valor de 2,5 milhões de euros. Teve boa atuação no dia 24 de novembro de 2019, marcando um gol na vitória de 2 a 1 contra o Sassuolo pelo Campeonato Italiano.

### Genoa
Em 31 de agosto de 2021, foi contratado pelo Genoa.

#### Internazionale
Em 29 de janeiro de 2022, foi emprestado para a Internazionale até o final da temporada.

## Seleção Equatoriana
Estreou pela Seleção Equatoriana principal no dia 6 de setembro de 2006, em um amistoso contra o Peru.
Viveu seu grande momento na Seleção numa partida contra a Seleção Brasileira, realizada no dia 13 de julho de 2011 e válida pela Copa América. Caicedo marcou os dois gols do Equador, mas não pôde evitar a vitória brasileira por 4 a 2.
Em 21 de março de 2013, num amistoso internacional, Caicedo marcou duas vezes e, assim, contribuiu significativamente para a vitória de sua seleção diante de El Salvador.
Em setembro de 2017, anunciou sua aposentadoria da seleção após a demissão do técnico Gustavo Quinteros.

## Títulos

#### Lazio
- Copa da Itália: 2018–19
- Supercopa da Itália: 2019